# گشتاور دوقطبی مغناطیسی نابهنجار
در الکترودینامیک کوانتومی، گشتاور مغناطیسی نابهنجار یک ذره، عبارت است از آثار مکانیک کوانتومی که توسط نمودارهای فاینمن توسط حلقه توصیف می‌شود، بر روی گشتاور مغناطیسی آن ذره. (گشتاور مغناطیسی که گشتاور دوقطبی مغناطیسی نیز خوانده می‌شود، میزان قدرت یک منبع مغناطیسی را نمایش می‌دهد.)
گشتاور مغناطیسی دیراک که متناظر با نمودارهای سه-سطحی فاینمن است، را می‌توان از معادله دیراک محاسبه نمود. معمولاً آن را بر حسب فاکتور جی بیان می‌کنند؛ معادله دیراک پیش‌بینی می‌کند که g = ۲. برای ذراتی مانند الکترون این نتیجه کلاسیک با مقدار مشاهده‌شده به اندازه کسری از درصد تفاوت دارد. این اختلاف را گشتاور مغناطیسی نابهنجار می‌گویند و با نماد a نمایش می‌دهند که به صورت زیر تعریف می‌شود:
{\displaystyle a={\frac {g-2}{2}}}

## الکترون

اصلاح تک حلقه در گشتاور مغناطیسی دوقطبی فرمیون

نقش تک‌حلقه در گشتاور مغناطیسی نابهنجار الکترون توسط محاسبه تابع رأس به‌دست می‌آید. محاسبه نسبتاً سرراست است و نتیجه تک حلقه عبارت است از:
{\displaystyle a={\frac {\alpha }{2\pi }}\approx 0.0011614}
که α ثابت ساختار ریز است. این نتیجه نخستین بار توسط جولیان شوینگر در سال ۱۹۴۸ به دست آمد و بر روی سنگ مزار او حک شده‌است. پیش‌بینی الکترودینامیک کوانتومی با مقدار تجربی اندازه‌گیری‌شده  تا ده رقم معنی‌دار همخوانی دارد و به همین دلیل گشتاور مغناطیسی الکترون دقیق‌ترین مقدار پیش‌بینی‌شده مورد تایید در تاریخ فیزیک است.
مقدار تجربی و عدم قطعیت کنونی آن برابر است با :
{\displaystyle a=0.00115965218073(28)}

## ذرات مرکب
ذرات مرکب اغلب گشتاور مغناطیسی نابهنجار بزرگی دارند. این موضوع برای پروتون و نوترون صادق است و نوترون با وجود خنثی بودن از نظر الکتریکی، دارای گشتاور مغناطیسی است.